# Советская молодёжь (газета, Нальчик)
«Советская молодёжь» — российская общественно-политическая газета, выходящая в Нальчике, Кабардино-Балкария с 1939 года. Основной язык издания — русский, также выходят материалы на кабардинском и балкарском языках.
Предшественник газеты — молодёжная страница «Юный кабардинец», выходившая в газете «Красная Кабарда» с 1922 года. В 1925 году страница была переименована в «Путь молодёжи», а в 1939 году преобразована в полноформатную газету «Молодой сталинец» под редакторством К. Цавкилова. Во время Второй мировой войны и оккупации региона немецкими войсками газеты прекратила действовать и была возобновлена только в 1953 году под названием «Советская молодёжь».
Первоначально выходила на русском и кабардинском языках одинаковым текстом с периодичностью 3 номера в неделю, объём составлял 4 полосы половинного формата «Правды», тираж — 8 тысяч экземпляров. В 1950-е — 1970-е годы газета уделяла большое внимание развитию промышленности и сельского хозяйства, освоению целины и ударным комсомольским стройкам. В 1980-х годах газета приобрела современный стиль, в 1990-х первой из газет Кабардино-Балкарии перешла на компьютерную вёрстку.

## Главные редакторы
- 1953—1961: Исмаилов Али Исмаилович
- 1972—1976: Кушхаунов Алексей Шагирович
- 1984—2020: Карданов Мухамед Муказирович
- 2020—2022: Ярославская Марина Анатольевна
- 2022—н. в.: Суанова Залина Михайловна